# Elias Podany
Elias Podany (* 22. Juni 2002) ist ein österreichischer Basketballspieler.

## Werdegang
In der Bundesliga-Mannschaft der Kapfenberg Bulls gab Podany während der Saison 2018/19 seinen Einstand. 2019 wurde er mit den Steirern Staatsmeister. Im Spieljahr 2021/22 gelang ihm der Sprung zur Stammkraft der Kapfenberger. 2023 wechselte er zum UBSC Graz. 2025 schloss er sich dem Zweitligisten Wörthersee Piraten an.

### Nationalmannschaft
Podany war Jugendnationalspieler. Trainer Raoul Korner lud ihn im Februar 2022 erstmals zur österreichischen Herrennationalmannschaft ein.